# 楊載雲

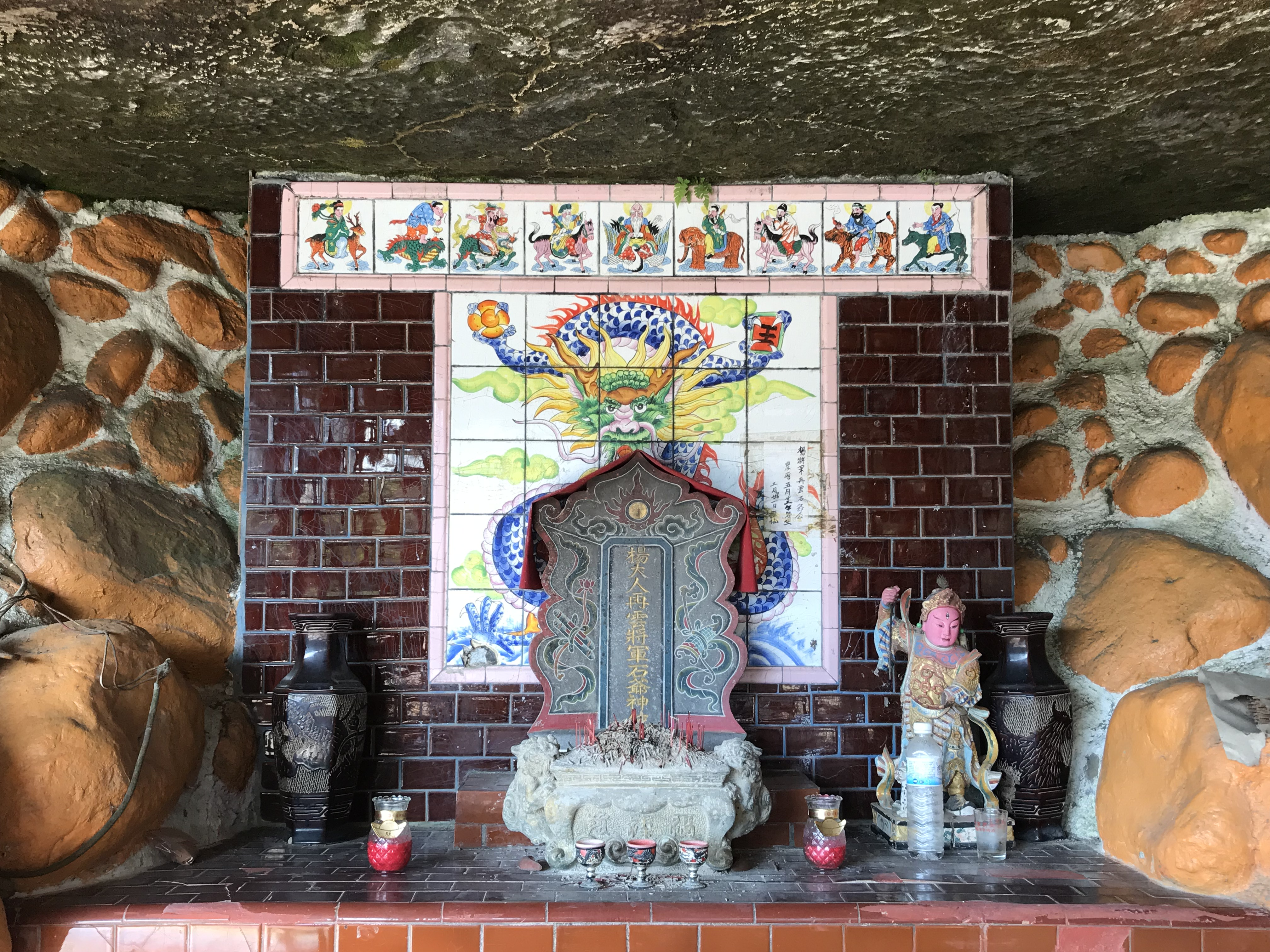
西村石爺廟楊載雲牌位

楊載雲（？年—1895年），湖南湘潭人，臺灣知府黎景嵩組新楚軍，楊載雲奉命任台灣民主國新楚軍統領，乙未（1895）年在頭份莊會同各地義軍北上新竹禦敵，起先屢戰皆捷，後因兵寡械薄而漸露敗象，唯楊載雲仍然奮勇抗敵，楊軍火砲手中彈死後軍心動搖，士兵退卻遭楊統領手刃以示決心，部眾不服竟開槍將其擊斃。葬於頭份之坪頂埔。